# Villeneuve-les-Corbières
Villeneuve-les-Corbières is een gemeente in het Franse departement Aude (regio Occitanie) en telt 266 inwoners (2005). De plaats maakt deel uit van het arrondissement Narbonne.

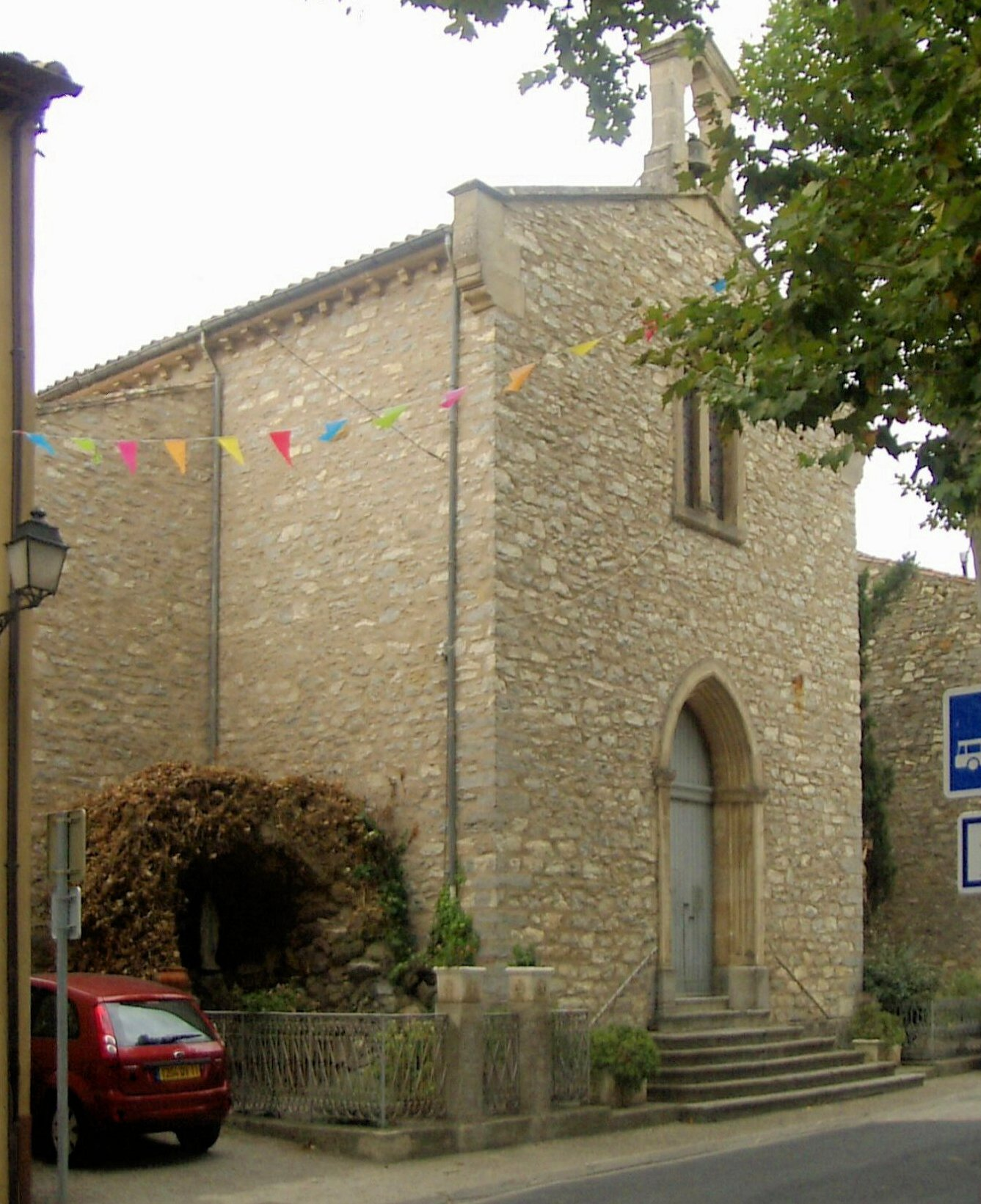
Kerk van St. Saturnin
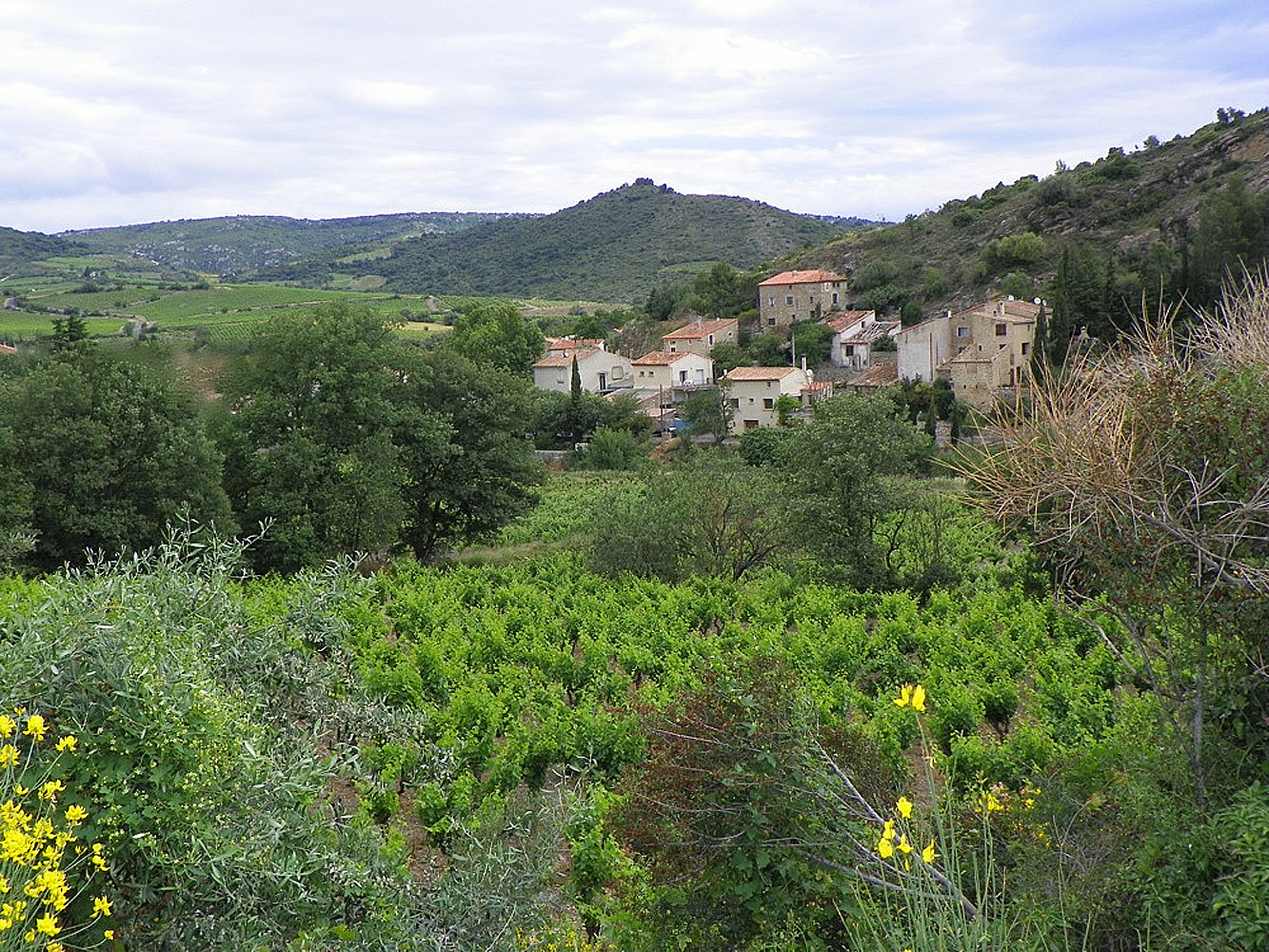
Villeneuve-les-Corbières

## Geografie
De oppervlakte van Villeneuve-les-Corbières bedraagt 23,1 km², de bevolkingsdichtheid is 11,5 inwoners per km².

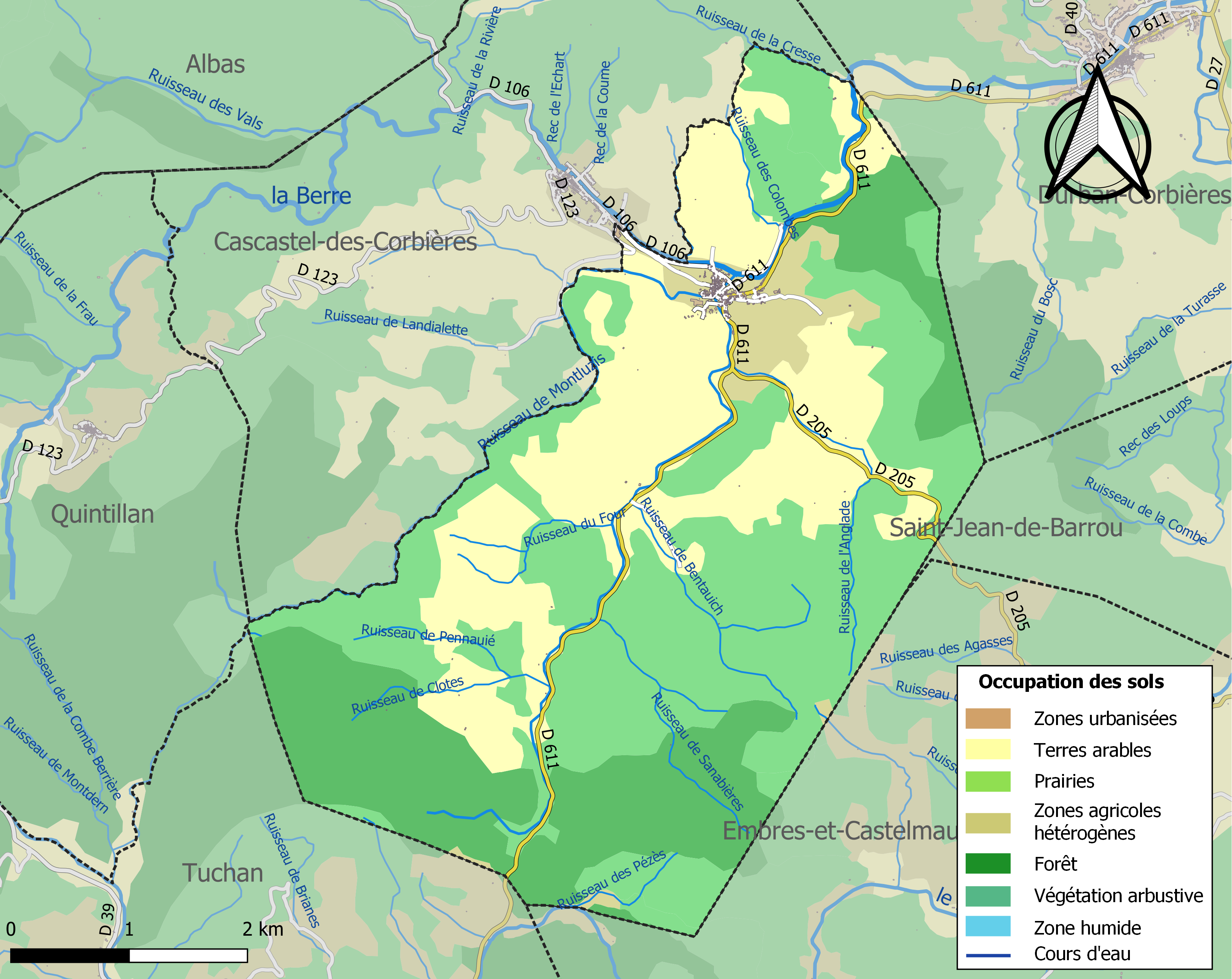
Kaart van de gemeente met de belangrijkste infrastructuur, bodemgebruik en omliggende gemeenten

## Demografie
Onderstaande figuur toont het verloop van het inwonertal (bron: INSEE-tellingen).

Vanwege een beveiligingsprobleem met de MediaWiki Graph-software is het momenteel niet mogelijk deze grafiek weer te geven. Zodra de software is bijgewerkt zal de grafiek vanzelf weer zichtbaar worden.